# Arthur Stüting
Arthur Stüting (* 1872 in Barmen; † 9. Mai 1927 in Wuppertal) war ein deutscher Gartenarchitekt.

## Leben

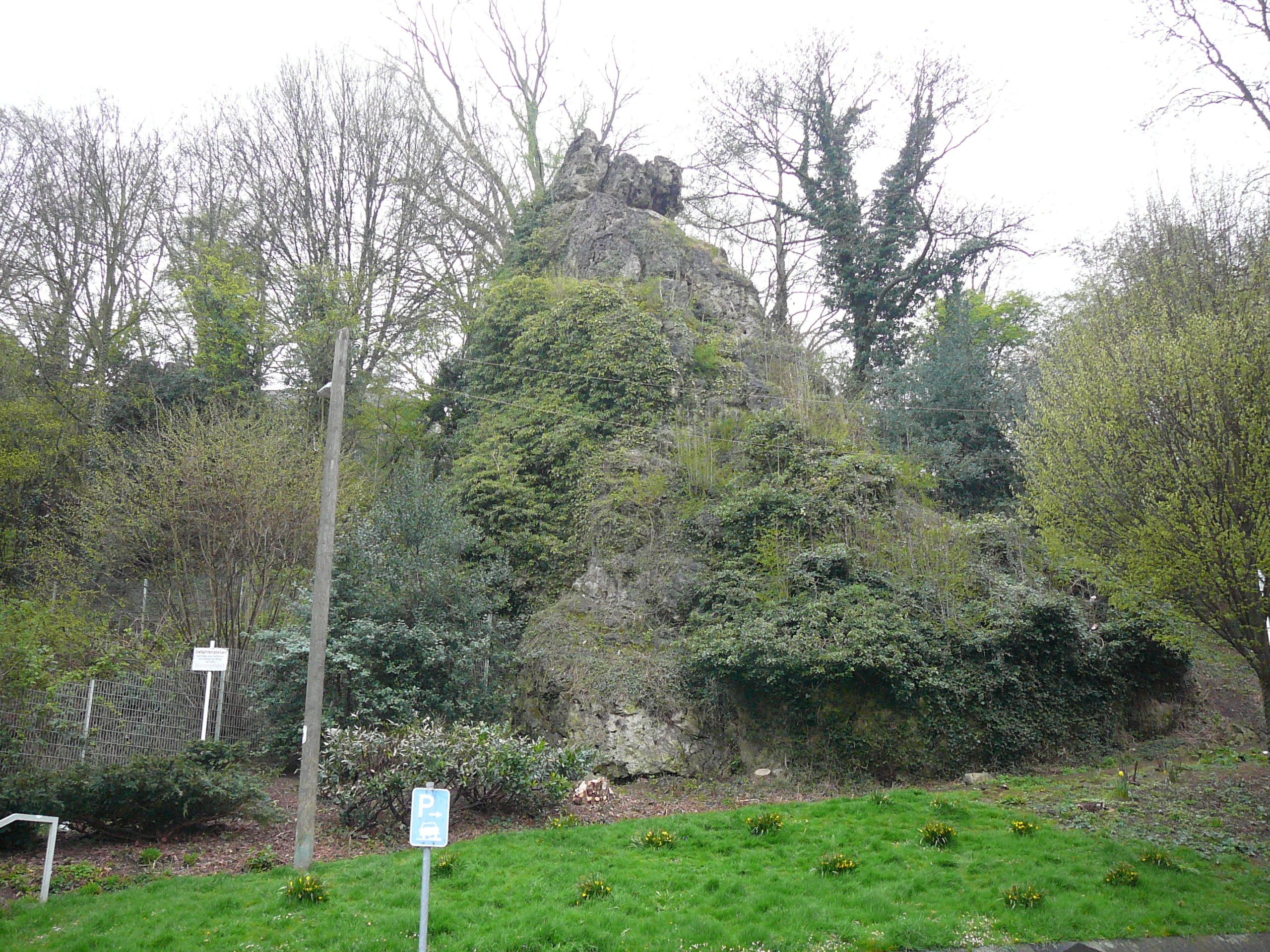
Parkanlage um den Hohenstein

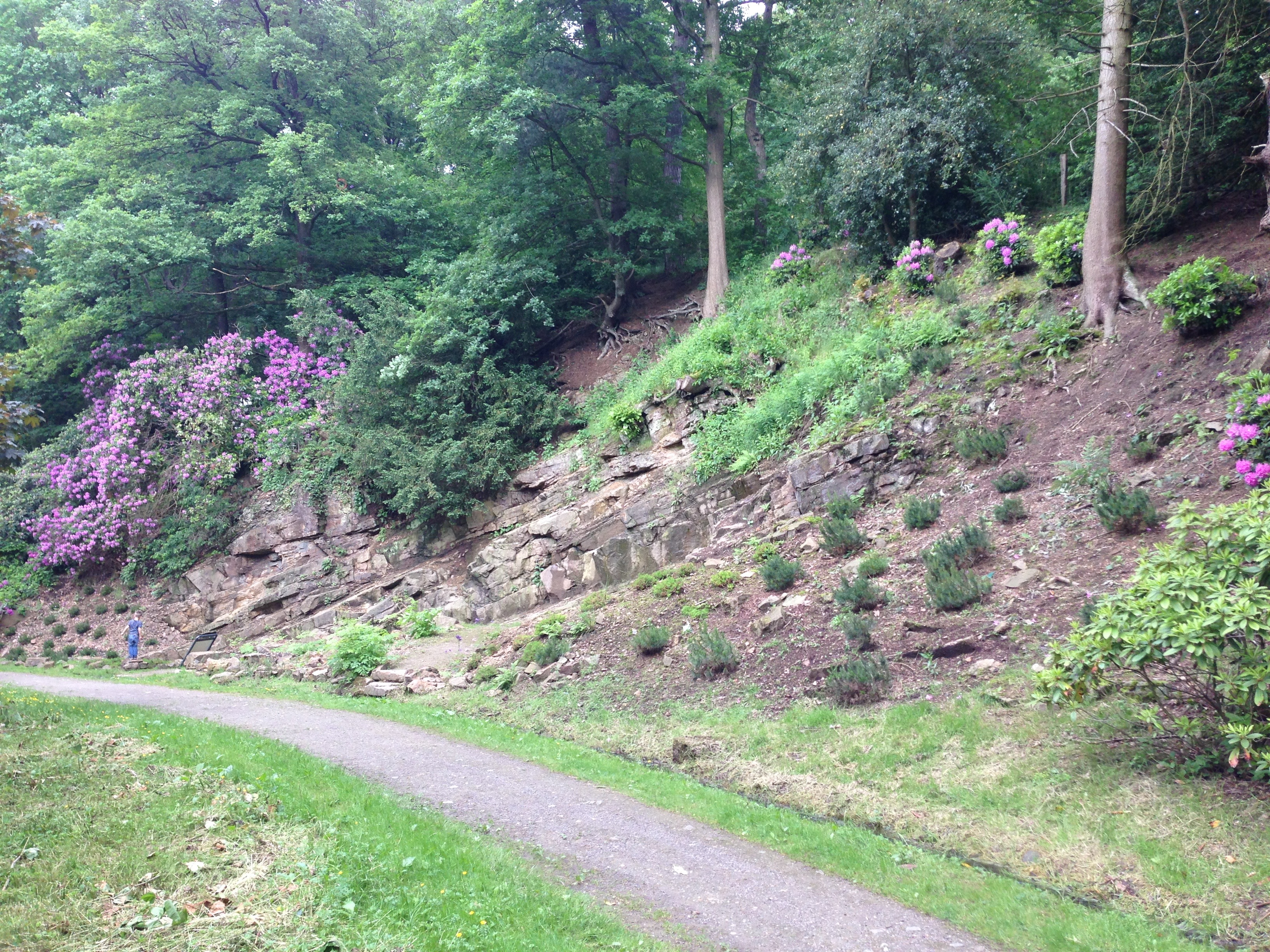
Alpinum in den Barmer Anlagen

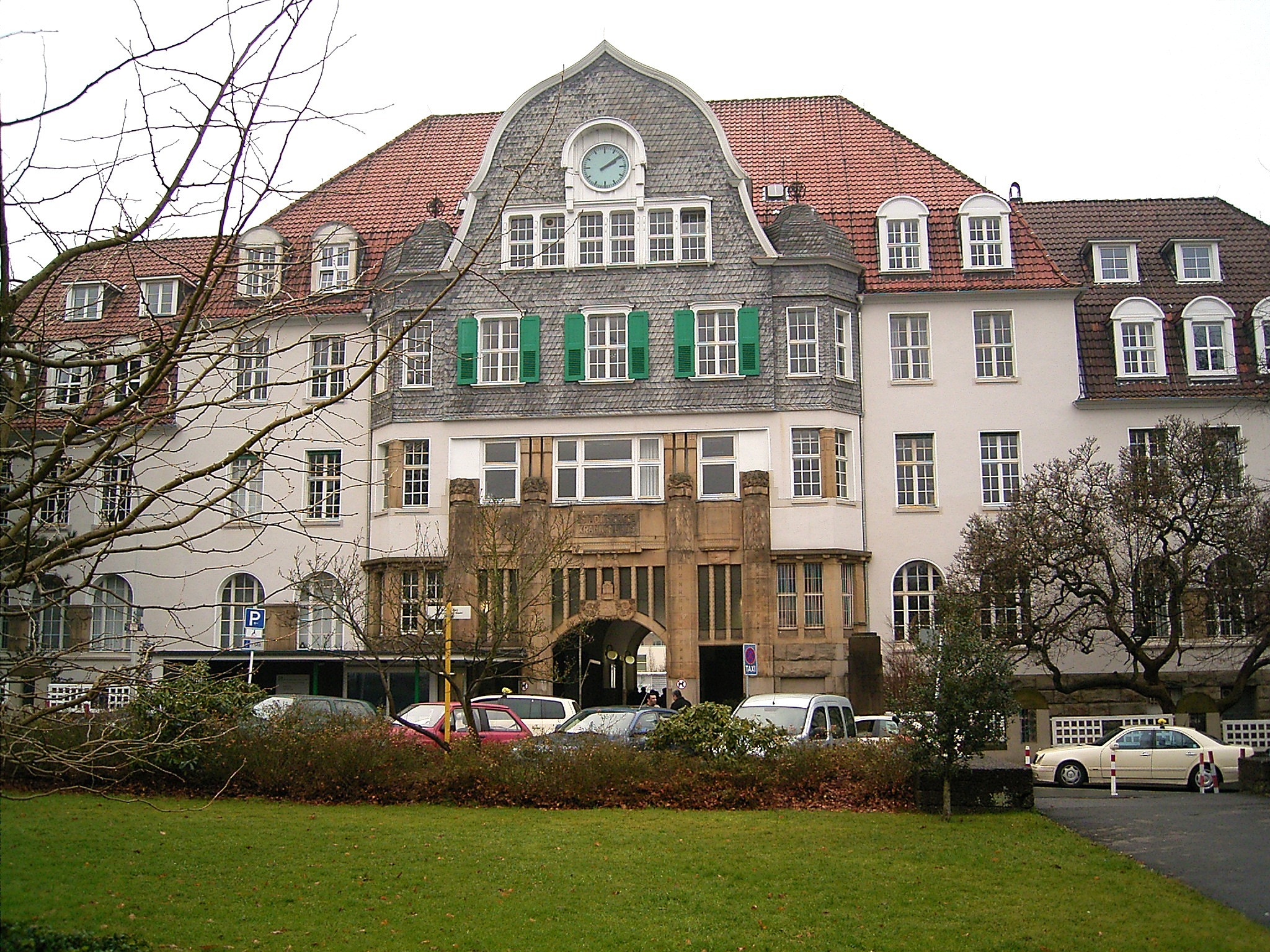
Parkanlage vor den Städtischen Krankenanstalten Barmen

Stüting war der Sohn des Hoffotografen  Louis Stüting. Er schloss eine Ausbildung als Gartentechniker ab. 1897 berief ihn die Höhere Gärtner-Lehranstalt Köstritz (Paragium Reuß-Köstritz, Thüringen) als Gartenbaulehrer. Dort wurde er 1900 zum Garteninspektor ernannt. In Köstritz veröffentlichte Stüting zwischen 1901 und 1904 zahlreiche Aufsätze, darunter in Landschaftsgärtnerei und Gartentechnik, einer „Zeitschrift für Gartenbau und Gartenkunst“ sowie in Die Gartenkunst. Themen dort waren vor allem Fragen zur Technik und der Pflanzenverwendung. 1903 erschien sein Buch „Das Planzeichnen für den angehenden Landschaftsgärtner“. Bei einem Wettbewerb für den König Albert-Park, dem heutigen Stadtpark in Markranstädt, belegte er den zweiten Platz; bei der Internationalen Kunst- und Große Gartenbau-Ausstellung im Kunstpalast Düsseldorf zeigte er seinen Entwurf für einen modernen Villengarten.
Stüting machte sich selbständig und ließ sich 1909 in Barmen nieder. Bei einem Vorgarten-Wettbewerb in Barmen 1913 war Stüting Mitglied der Jury. Für den Ehrenfriedhof in Ohligs legte er 1914 die Planung einer Anlage vor, in der (wie zu Beginn des Ersten Weltkriegs üblich) gefallene Soldaten als Helden stilisiert werden sollten. Seine Firma entwarf und baute Gärten, Parkanlagen sowie Friedhöfe und befasste sich mit der Gartenpflege. Zudem betrieb er einen Pflanzenhandel und eine Blumen- und Kranzbinderei. Stüting war für die Parkanlagen Barmens früh aktiv. In einem zweiteiligen Artikel für die Fachöffentlichkeit beschrieb er 1898 die Anlagen des Barmer Verschönerungsvereins. An der Erweiterung der Barmer Anlagen im Fischertal war er selbst beteiligt. Sein Parkprojekt für den Hohenstein stellte er 1900 in einem Aufsatz in der Fachzeitschrift Die Gartenkunst vor. Er erhielt den Auftrag für die Gartenanlagen der 1911 eingeweihten Städtischen Barmer Krankenanstalten.
Mit Kriegsbeginn setzte sich Stüting angesichts der Lebensmittelknappheit für eine Selbstversorgung der Bürger ein und gründete die Kleingartenbewegung in Wuppertal. An seiner Gartenbauausstellung auf der Hardt, welche die Bewirtschaftung der Gärten fördern sollte, beteiligten sich verschiedene Firmen der Stadt. Seinem Drängen nachkommend stellten Privatleute und die Stadt Grund und Boden für Kleingartenanlagen zur Verfügung.
Arthur Stüting wirkte in berufsständischen Organisationen aktiv mit. Seit 1897 war er Mitglied im Verein deutscher Gartenkünstler und später Mitglied im Bund deutscher Gartenarchitekten. Die Vereinigung der selbständigen Landschaftsgärtner im Bergischen Lande e.V. und der Verband Deutscher Blumengeschäfts-Inhaber Bezirksgruppe Bergisch Land  gedachte seiner in einer Todesanzeige. Er war an der Gründung von lokalen Vereinen wie dem Gartenbauverein Barmen und dem Verein Bergischer Landschaftsgärtner beteiligt, Letzterem saß er bis 1927 vor.
Arthur Stüting verstarb 1927 im Alter von 55 Jahren überraschend an einem Gehirnschlag. Er war verheiratet mit Elly Stüting, geborene Job. Der Barmer Oberbürgermeister Paul Hartmann widmete ihm einen Nachruf, in dem er Stütings Verdienste um die Kleingartenbewegung seiner Heimatstadt würdigte. Heute ist die Straße Stütingsberg im Wuppertaler Ortsteil Hatzfeld nach ihm benannt.